# Желтоплечий амазон
Желтоплечий амазон (лат. Amazona barbadensis) — птица семейства попугаевых.

## Внешний вид
Длина тела 34 см, хвоста 22 см; вес около 340 г. Основная окраска зелёная с тёмным окаймлением по краям перьев. Лоб жёлто-белого цвета. Передняя часть головы жёлтая, такого же цвета горло, бёдра и сгиб крыла. Маховые перья с наружной стороны красные, с кончиками тёмно-голубого цвета и с пластинками чёрных перьев.

## Распространение
Обитает на севере Венесуэлы и о. Бонайре. Вымер на Арубе и возможно также на Кюрасао.

## Образ жизни
Населяет равнинные ландшафты, поросшие кактусами и густые кустарниковые заросли недалеко от побережий. Питается плодами, в том числе кактусов, семенами, и цветками, а также авокадо, манго и кукурузой.

## Размножение
Гнездится в дуплах деревьев, реже в трещинах скал. В кладке 2—4 яйца. Молодые покидают гнездо в возрасте примерно 2 месяцев.

## Угрозы и охрана
Из-за потери естественной среды обитания и незаконного отлова, находится под угрозой исчезновения. Внесён в Приложение I САЙТС.